# Noblesse haïtienne
La noblesse haïtienne est la classe rassemblant l'ensemble des individus élevés à la noblesse par les différents monarques ayant régné sur cette nation.

## Noblesse par régime

### Premier Empire
Sous le Premier Empire d'Haïti, Jacques Ier répondit à ceux de ses généraux lui demandant d'établir une noblesse, que « [lui] seul [était] noble ».

### Royaume

Armoiries du royaume d’Haïti

Au bout de quatre ans de règne, Henri Ier fit les anoblissements suivants parmi ses généraux et hauts fonctionnaires, souvent d'anciens héros de la révolution haïtienne,,:
- trois princes (des Gonaïves, de Limbé, de Saint-Marc)
- neuf ducs (de Fort-Royal, de La Grande-Rivière, de L'Anse, de L'Artibonite, de La Marmelade, de Morin, de Plaisance, de Port-de-Paix, de Port-Margot)
- dix-neuf comtes
- trente-six barons
- onze chevaliers

S'inspirant de l'exemple napoléonien, il attacha à chacun de ces titres des majorats, cultivés par des paysans soumis à la corvée mais recevant, de droit, une part de la récolte de canne à sucre de ces domaines qui donnaient leurs noms à leurs titulaires ; les nobles recevaient également des armoiries.
Certains des noms de terre, comme Limonade et Marmelade, firent jaser, bien que certains observateurs, parmi eux le roi Christophe lui-même, firent la remarque que la France avait bien un duc de Bouillon,.

### Second Empire

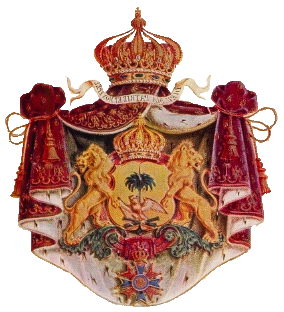
Armoiries de l'empereur Soulouque.

Comme le roi Henri, l'empereur Faustin Ier fit nobles ses principaux partisans et hauts dignitaires ; cependant, il n'y eut aucun majorat attaché à ces titres, qui reprenaient ceux donnés par le roi Henri,.
Les titres de noblesses sont accordés de droit à la famille royale ainsi qu'à des hauts dignitaires : ainsi les députés et sénateurs sont barons.
Dès la première année, Faustin créa quatre princes de l'Empire, cinquante-neuf ducs, deux marquises, quatre-vingt-dix comtes, deux cent quinze barons et trente chevalières, en tout quatre cents nobles ; le rythme des anoblissements se ralentit les années suivantes de son règne.
Contrairement à leurs devanciers, qui bénéficiaient du produit des plantations de canne à sucre attachées à leurs titres, les membres de cette nouvelle noblesse avaient un niveau de vie largement inférieur, exerçant souvent les mêmes métiers de vendeurs de marchés ou de journaliers qu'ils avaient avant leur anoblissement.